# Tranquil, només és sexe
Tranquil, només és sexe (títol original: Relax...It's Just Sex) ės una pel·lícula estatunidenca dirigida per P.J. Castellaneta, estrenada el 1998. Ha estat doblada al català.

## Argument
Comèdia que gira al voltant de les relacions sexuals i romàntiques d'un grup d'amics de Los Angeles: Vincey és un dramaturg gai que busca un xicot desesperadament. Els seus amics més propers no l'ajuden en excés, ja que es troben massa ocupats amb els seus propis problemes: Tara vol quedar-se embarassada, però el seu promès Gus desitja gaudir de la vida; Sarina i Megan són una parella de lesbianes que acaben de trencar. En el transcurs d'una festa van a desencadenar-se una sèrie d'embolics i sorpreses.

## Repartiment
- Mitchell Anderson
- Seymour Cassel
- Eddie Garcia
- Lori Petty
- Jennifer Tilly
- Susan Tyrell
- Serena Scott Thomas
- Cynda Williams
- Paul Winfield
- Billy Wirth